# 亚硒酸铀酰
亚硒酸铀酰是一种无机化合物，化学式为UO2SeO3。它可由乙酸铀酰和亚硒酸在溶液中反应制得，或由三氧化铀和二氧化硒在360 °C反应得到。它在550 °C的热分解产物为八氧化三铀和二氧化硒。它的溶度积为3.8×10−11。